# Liste der Monuments historiques in Saclay
Die Liste der Monuments historiques in Saclay führt die Monuments historiques in der französischen Gemeinde Saclay auf.

## Liste der Bauwerke
| Bezeichnung         | Beschreibung | Standort | Kennzeichnung | Schutzstatus | Datum | Bild |
| ------------------- | ------------ | -------- | ------------- | ------------ | ----- | ---- |
| Pavillon de l’Etang |              | (Lage)   | PA00087995    | Classé       | 1912  |      |

## Liste der Objekte
- Monuments historiques (Objekte) in Saclay der Base Palissy des französischen Kultusministeriums